# Veit Bach
Veit Bach (1561? (prima del 1578) – Wechmar, 8 marzo 1619) è stato un musicista tedesco, capostipite della famiglia Bach e antenato di Johann Sebastian Bach.

## Biografia

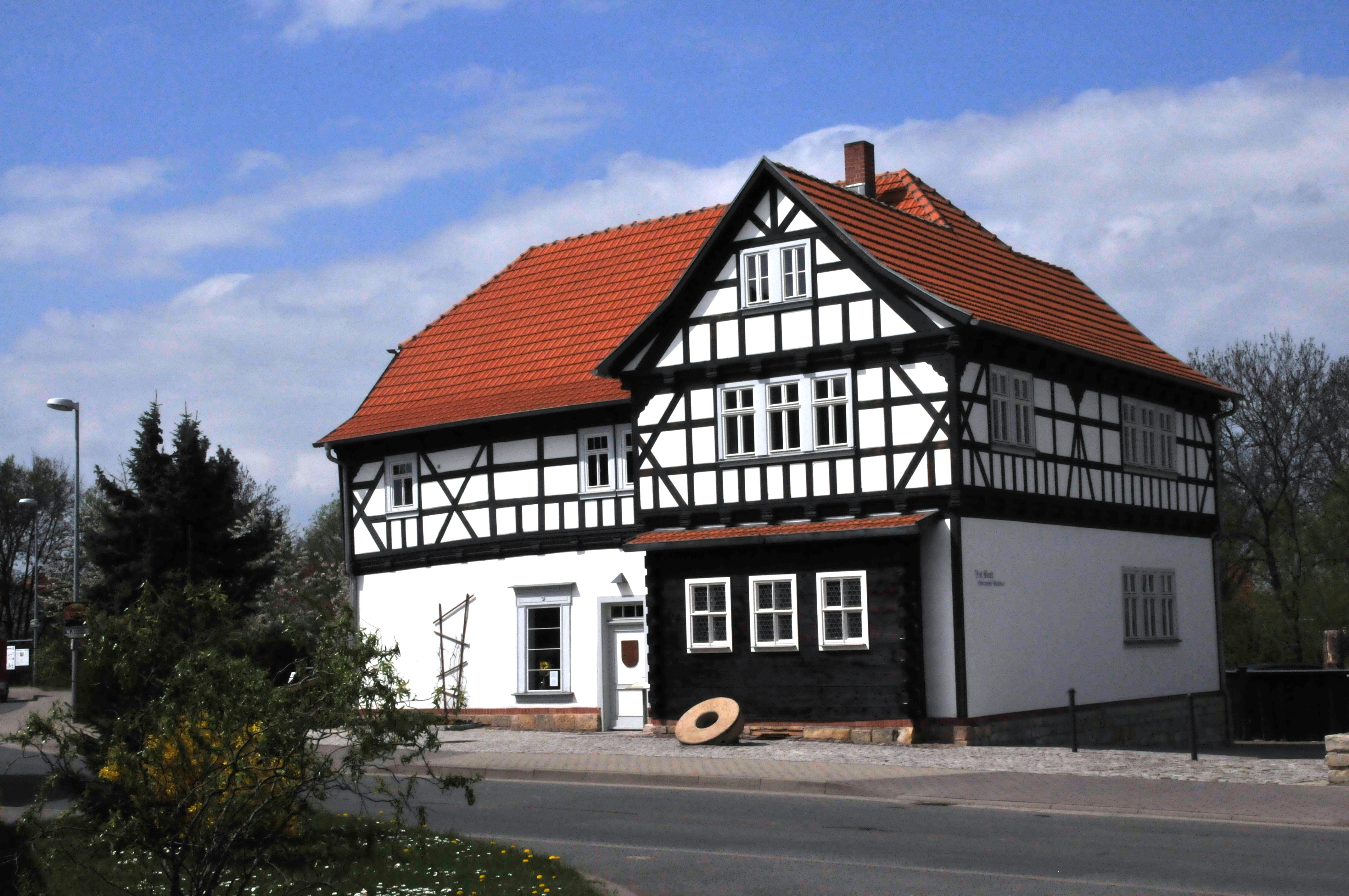
Il mulino di Veit Bach a Wechmar.

Le uniche notizie su Veit Bach provengono dall'Ursprung der musicalisch-Bachiscen Familie, una raccolta di informazioni sulla famiglia Bach compilata da Johann Sebastian. Nato forse a Bratislava o in Ungheria, Veit era un mugnaio (Weißbecker, colui che fa il pane bianco) e viene considerato il fondatore della dinastia Bach, che, da lui in poi, si occupò di musica per circa tre secoli.
Fuggì dal suo paese natale, intorno al 1545, a seguito della cacciata dei protestanti nell'ambito della guerra del cattolico Carlo V contro la Lega di Smalcalda. In alcuni documenti viene definito ungherese, ma il riferimento all'Ungheria come suo paese natale non deve essere preso alla lettera, in quanto la terminologia dell'epoca intendeva con quel nome tutte le terre centrali dell'Impero Asburgico, comprese le attuali Austria, Repubblica Ceca e Slovacchia. Veit si trasferì in Germania, a Wechmar, un villaggio della Turingia, dove continuò a fare il panettiere.
Possedeva un piccolo cister (cetra tedesca), strumento a corde pizzicate molto popolare all'epoca, che portava con sé al mulino. Così, annota Johann Sebastian nell'Ursprung, fu facile per Veit imparare a seguire il ritmo, alludendo al rumore ritmico della ruota del mulino. Morì a Wechmar intorno al 1577. Viene spesso confuso con un altro Veit Bach, morto nel 1619, forse suo nipote.
Veit Bach ebbe due figli:
- Johannes, detto Hans
- Philippus, detto Lips.